# 渡辺あいみ
渡辺 あいみ（わたなべ あいみ、1996年〈平成8年〉7月4日 - ）は、NHK盛岡放送局の女性キャスター。
元プロ野球チア。横浜DeNAベイスターズ・Diana、東北楽天ゴールデンイーグルス・東北ゴールデンエンジェルスの元メンバーである。岩手県盛岡市出身。身長161 cm。血液型はA型。

## 人物・エピソード
- 趣味は料理。特技はダンス、シャトルラン。
- 性格はマイペース、温厚、負けず嫌い。
- チア時代のキャッチフレーズに『頑張り屋さんなめんこい番長』とつけられるほど努力家。
- 第109回看護師国家試験に合格し、看護師免許を取得している。横浜DeNAベイスターズオフィシャルパフォーマーdianaに合格し、活動中に国家試験を受験。前日までチームメイトとともに一日6〜7時間のダンスレッスンとトレーニングに励んでいた。そのため、教師には看護師国家試験に合格したことを驚かれた[2]。
- 好きな異性のタイプは尊敬できる人。苦手なタイプは八方美人。

## 経歴

### プロ野球チア時代
2016年1月11日、東北楽天ゴールデンイーグルス公式チアリーダー東北ゴールデンエンジェルス追加メンバー募集オーディションに合格。
2016年3月25日、本拠地開幕戦にてデビュー。学業との両立のため出演試合は多い方では無かったが、入団1年目ながら努力家で根性があると評する声が多かった。
2017年4月27日、パシフィック・リーグのチアから数名が選抜される「勝利の女神ダンス」に選抜。資生堂協力。さらにAIMI・AKINA・YUKAの3名がでソロに抜擢された。
2017年12月31日、ダンスを専門的に学ぶため退団を発表。
2018年1月、TOKYO STEPS ARTSでダンスを専攻。当時宮城大学3年生であったが、東京に自宅を移し、ダンスと大学の両立をしていた。
2018年12月9日、横浜DeNAベイスターズオフィシャルパフォーマーdianaに合格。受験者総数344名。9名合格。
2019年3月15日、オープン戦よりデビュー。2019シーズン全試合フル出演。翌年「THE FINALS -diana‐」にて卒業を発表。
2020年12月9日、東北ゴールデンエンジェルス再加入。レギュラー出演。
2022年4月〜10月、東北ゴールデンエンジェルスがプロデュースするオリジナルスイーツのパネルメンバー。
2023年5月26日〜6月11日、S-PALコーディネート選手権のメインビジュアルポスターでセンターを務める。
2023年6月11日、東北楽天イーグルスグッズショップ、売れ行きランキング4位。1位は渡辺翔太選手マイヒーロータオル、2位は島内宏明選手Tシャツ、3位はオリジナル刺繍ユニフォームに続いて、4位にAIMIマイヒーロータオルがランクイン。異例の人気度を象徴する結果となった。
2023年7月16日、プロ野球チア各球団人気メンバーとしてピックアップ。AIMI・KURARAの2名が選出。
2023年7月20日‐24日、台湾野球・楽天モンキーズ、楽天桃園野球場に招待を受ける。AIMI・KAHO・SUZUKA・RUKAの4名が台湾チアとコラボパフォーマンスを披露した。
2023年8月8日、福岡ソフトバンクホークス主催試合に招待を受ける。AIMI・KAHO・KIMIKA・YUMIKAの4名がとハニーズとコラボパフォーマンスを披露した。前夜に急遽出演が決まったため、深夜から朝にかけて振付を習得しリハーサルに臨んだ。
2023年9月19‐21日、台湾チア来日スペシャルステージにてMCを務める。台湾と日本のファンに向け、日本語と中国語を駆使しながら進行した。
2023年12月22日、東北楽天ゴールデンイーグルスウェブサイトにて卒業を発表。「悔いはない」と意志を貫いた。チームのSNSで公表された卒業メッセージには、歴代最多数のコメントが寄せられ卒業を惜しむ声が多かった。

### 現在
2024年4月1日、NHK公式ホームページと自身のInstagramアカウントにて、夕方の帯番組『おばんですいわて』のキャスター就任を発表。また、同番組の中継担当とNHKラジオ第1放送でニュース・気象情報のキャスターも務める。